# Alla helgons blodiga natt 6
Alla helgons blodiga natt 6 (original: Halloween: The Curse of Michael Myers) är en amerikansk skräckfilm/slasher från 1995 och den sjätte filmen i Halloween-serien om seriemördaren Michael Myers. Skådespelaren Donald Pleasence dog innan filmen hann filmas klart helt.

## Handling
För sex år sedan, på alla helgons natt, försvann Michael och hans systerdotter Jamie spårlöst. De flesta tror att de dödats, men sanningen ligger på en annan nivå. Michael och Jamie har gömts undan av någon som vill beskydda och kontrollera ondskan själv, men ondska kan aldrig kontrolleras. I deras hemstad Haddonfield har halloweenfirande varit förbjudet i ett antal år, nu vill traktens ungdomar att det återinförs.

## Om filmen
Det finns en version av filmen som kallas The Producer's Cut och som innehåller bortklippta scener som bland annat ett alternativt slut. Denna version har sålts som en bootleg på bland annat Ebay. The Producer's Cut går numera att köpa officiellt på Blu-ray.